# Progon muslimana iz Srbije
Progon muslimana iz Srbije u Tursku označava uzastopno iseljavanje muslimana raznih etničkih pripadnosti iz Srbije tijekom dugogodišnjeg razdoblja. Najbrojnija iseljenja su se dogodila u razdoblju Prvog srpskog ustanka i stjecanja nezavisnosti Kneževine Srbije nakon Berlinskog kongresa 1878. godine i tijekom Prvog balkanskog rata 1912.
U više navrata, veliki broj muslimana (uglavnom islamiziranih Srba, Turaka i Albanaca) je protjeran iz zemlje. Nakon povlačenja Osmanlija s teritorija pod srpskom kontrolom, dolazi do uništavanja džamija i iseljenja muslimanskog stanovništva. Veliki broj muslimana iselio je od 1862. do 1867. godine. 
Pregled ukupnog broja iseljenih muslimana iz Kraljevine Jugoslavije u Tursku, prema službenim podacima:
| Iseljavanje iz Kraljevine Jugoslavije u Tursku |            |              |            |         |         |         |         |
| godina                                         | broj osoba | godina       | broj osoba |         |         |         |         |
| 1919. godine                                   | 23.500     | 1930. godine | 13.215     |         |         |         |         |
| 1920. godine                                   | 8.532      | 1931. godine | 29.807     |         |         |         |         |
| 1921. godine                                   | 24.532     | 1932. godine | 6.219      |         |         |         |         |
| 1922. godine                                   | 12.307     | 1933. godine | 3.420      |         |         |         |         |
| 1923. godine                                   | 6.389      | 1934. godine | 4.500      |         |         |         |         |
| 1924. godine                                   | 9.630      | 1935. godine | 9.567      |         |         |         |         |
| 1925. godine                                   | 4.315      | 1936. godine | 4.252      |         |         |         |         |
| 1926. godine                                   | 4.012      | 1937. godine | 4.234      |         |         |         |         |
| 1927. godine                                   | 5.197      | 1938. godine | 7.251      |         |         |         |         |
| 1928. godine                                   | 4.326      | 1939. godine | 7.255      |         |         |         |         |
| 1929. godine                                   | 6.219      | 1940. godine | 6.729      |         |         |         |         |
| ukupno                                         | 205.408    | 205.408      | 205.408    | 205.408 | 205.408 | 205.408 | 205.408 |

Napomena: Jugoslavenska državna statistika sadrži samo slučajeve u kojima je poštovan postupak i ne sadrži sve iseljenike. Iz tog razloga je stvarni broj veći.

## Posljedice
Kao posljedica prisilnog iseljavanja muslimanskog stanovništva uža Srbija, koja je bila naseljena znatnim postotkom osoba islamske religije, je danas naseljena gotovo isključivo srpskim stanovništvom. 

## Vanjske poveznice
- Expulsions of Albanians in Nineteenth Century  Arhivirana inačica izvorne stranice od 20. rujna 2008. (Wayback Machine)
- Naseljavanje muslimanskih prognanika iz Kneževine Srbije u Zvornički kajmakamluk 1863.  Arhivirana inačica izvorne stranice od 14. srpnja 2010. (Wayback Machine)
- Albanska naselja u Kneževini Srbiji (1817-1865)